# الکترود انتخابی یونی
الکترود یون انتخابی (ISE)، همچنین به عنوان یک الکترود یون خاص (SIE) شناخته می‌شود، یک مبدل (یا سنسور) است که فعالیت یون خاصی که در یک محلول حل شده‌است را تبدیل به یک پتانسیل الکتریکی می کند. بر اساس معادله نرنست، ولتاژ به لحاظ نظری وابسته به لگاریتم فعالیت یونی است. الکترودهای انتخابی یونی در شیمی تحلیلی و تحقیقات بیوشیمیایی / بیوفیزیک استفاده می‌شود، در حالیکه اندازه‌گیری غلظت یون در یک محلول آبی مورد نیاز است.

## انواع غشاء انتخاب یون
چهار نوع اصلی از غشای یونی انتخابی مورد استفاده در الکترودهای انتخاب یونی (ISE) وجود دارد: شیشه، حالت جامد، مایع و الکترودهای ترکیبی.

### غشای شیشه ای
غشاء شیشه ای از یک نوع تبادل یونی از شیشه (سیلیکات) ساخته شده‌است. این نوع ISEخوب است، اما تنها برای چند نوع کاتیون تک؛ به‌طور عمده H +، Na +، و Ag +. شیشه چالکوهناید نیز برای یون‌های فلزی با دو بار مانند Pb 2+ و Cd 2+ انتخابی دارد. غشای شیشه دارای دوام بسیار عالی شیمیایی است و می‌تواند در رسانه‌های بسیار تهاجمی کار کند. یک نمونه بسیار رایج از این نوع الکترود، الکترودهای الکتریکی pH است.

### غشاء بلورین
غشاء بلورین از یک یا چند کریستالیزه یک ماده واحد ساخته شده‌است. آنها انتخابی خوب دارند، زیرا تنها یون‌هایی که می‌توانند خود را در ساختار بلوری قرار دهند، می‌توانند با پاسخ الکترود دخالت کنند. این تفاوت عمده بین این نوع الکترودها و الکترودهای غشاء شیشه ای است. کمبود راه حل داخلی باعث کاهش اتصالات بالقوه می‌شود. انتخاب غشاء بلورین می‌تواند برای هر دو کاتیون و آنیون ماده تشکیل دهنده غشاء باشد. یک نمونه الکترودهای انتخابی فلوراید بر اساس کریستال LaF <sub id="mwLw">3 است</sub> .

### غشای رزین یون تبادل
رزین‌های تبادل یونی بر اساس غشاهای پلیمری خاص آلی هستند که حاوی یون تبادلی خاص (رزین) هستند. این نوع گسترده‌ترین الکترود یون خاص است. استفاده از رزین‌های خاص اجازه می‌دهد تا الکترودهای انتخابی را برای ده‌ها یون مختلف، هر دو تک اتم یا چند اتم آماده کنند. آنها همچنین الکترودهای گسترده‌ای با انتخاب انتخابی آنیونی هستند. با این حال، چنین الکترودهای دارای دوام کم شیمیایی و فیزیکی و همچنین «زمان بقا» هستند. یک مثال الکترودهای انتخابی پتاسیم است که بر اساس والینومایسین به عنوان یک عامل مبادله یونی است.

### الکترود آنزیم
الکترودهای آنزیم قطعاً الکترودهای انتخابی یونی نیستند اما معمولاً در موضوع الکترود مخصوص یون در نظر گرفته می‌شوند. چنین الکترودهای مکانیکی «واکنش دوگانه» دارند - یک آنزیم با یک ماده خاص واکنش می‌دهد و محصول این واکنش (معمولاً H + یا OH -) توسط یک الکترود انتخابی یونی مشخص مانند الکترودهای انتخابی PH تشخیص داده می شود. تمام این واکنش‌ها در داخل یک غشاء خاص رخ می‌دهد که الکترود واقعی یون را انتخاب می‌کند، به همین علت است که الکترودهای آنزیم گاهی اوقات به عنوان یون‌های انتخابی در نظر گرفته می‌شوند. یک مثال الکترودهای انتخابی گلوکز است.

## قلیایی فلز ISE
الکترودهای خاص برای هر یون فلز قلیایی، Li +، Na +، K +، Rb + و Cs + توسعه یافته‌است. اصل که این الکترودها بر اساس آن است، یون فلزی قلیایی در حفره مولکولی قرار دارد که اندازه آن به اندازه یون همسان است. به عنوان مثال، برای تعیین غلظت یون پتاسیم، یک الکترود بر اساس والینومایسین استفاده می‌شود.